# Клаудія Чейз
Джессіка Одонелл (англ. Jessica Odonell; нар. 28 червня 1978), відома як Клаудія Чейз (англ. Claudia Chase) — американська порноакторка.

## Біографія
Народилася 28 червня 1978 року в Лос-Анджелесі, Каліфорнія, США.
В порноіндустрію потрапила у 1997, у 19 років. Знімалася для таких порностудій, як Elegant Angel, Evil Angel, Adam & Eve, Vivid, Venus Productions, Metro.
Пішла з порноіндустрії в 2001 році, знявшись у 75 порнофільмах.

## Премії і номінації

### Премії
- 1999 NightMoves Award — Найкраща нова старлетка, вибір шанувальників[3]

### Номінації
- 2000 AVN Awards — найкраща жіноча сцена, разом з Sheila Stone і Amber Michaels, за Day Dreamer[4]